# Seconda Categoria 1910-1911
La Seconda Categoria 1910-1911 fu il decimo campionato italiano di calcio per seconde squadre dei club maggiori, presenti già nel campionato di Prima Categoria, a venir disputato in Italia. Esso era integrato con alcune squadre titolari minori.
Iniziò il 29 gennaio 1911, si concluse il 28 maggio e fu vinto dalla Pro Vercelli II.

## Stagione
Il campionato nazionale seguì la stessa formula dell'anno precedente, mentre fra quelli collaterali si segnalò l'elevazione del Veneto, le cui squadre riserve ebbero ora anch'esse un titolo onorifico di Seconda Categoria e non più di Terza.

### Formula
Il campionato prevedeva un girone per ciascuna città capoluogo, eventualmente seguito da un raggruppamento regionale. La vincitrice di ciascun girone regionale si qualificava a un ulteriore girone interregionale, in vista della definitiva finale nazionale.
Il calendario prevedeva per i raggruppamenti dei capoluoghi gironi di sola andata, per i gruppi regionali e interregionali gironi di andata e ritorno.

### Avvenimenti
Le riserve della Pro, che per la prima volta ebbero un'avversaria concittadina, superarono di misura gli avversari piemontesi del Casale, e vinsero solo allo spareggio i giovani del Genoa.

## Partecipanti
Furono iscritte:
Squadre riserve
- Torino II
- Juventus II
- Piemonte II
- Pro Vercelli II
- Milan II
- US Milanese II
- Inter II
- Genoa II
- Andrea Doria II

Squadre titolari
- Vercellese
- Casale [2]
- Savonese
- Libertas Milano
- Lambro
- Luino

Quarta sezione
- Naples
- FBC Bari

## Prima sezione (Italia Nordoccidentale)

### Piemonte

#### Girone torinese

##### Classifica finale
|  | Pos. | Squadra     | Pt | G | V | N | P | GF | GS |
|  | ---- | ----------- | -- | - | - | - | - | -- | -- |
|  | 1.   | Juventus II | 3  | 2 | 1 | 1 | 0 | 4  | 1  |
|  | 2.   | Torino II   | 3  | 2 | 1 | 1 | 0 | 3  | 1  |
|  | 3.   | Piemonte II | 0  | 2 | 0 | 0 | 2 | 2  | 7  |

Legenda:
      Qualificata alle finali piemontesi.
Note:

Due punti a vittoria, uno a pareggio, zero a sconfitta.
Essendo Juventus e Torino prime a pari punti, è necessario uno spareggio.
- 26 febbraio 1911:[3] Juventus II-Torino II 4-1.

##### Calendario

Una fase della gara di andata a Bari, fra Bari e Naples (5 marzo 1911).

| Prima giornata          | Sola andata | Sola andata |
|                         |             |             |
| Juventus II-Piemonte II | 4-1         | 29 gen.     |
| Riposa: Torino II       |             | 29 gen.     |

| Seconda giornata      | Sola andata | Sola andata |
|                       |             |             |
| Juventus II-Torino II | 0-0         | 5 feb.      |
| Riposa: Piemonte II   |             | 5 feb.      |

| Terza giornata        | Sola andata | Sola andata |
|                       |             |             |
| Torino II-Piemonte II | 3-0         | 12 feb.     |
| Riposa: Juventus II   |             | 12 feb.     |

#### Girone vercellese

##### Classifica
|  | Pos. | Squadra         | Pt | G | V | N | P | GF | GS |
|  | ---- | --------------- | -- | - | - | - | - | -- | -- |
|  | 1.   | Pro Vercelli II | 2  | 1 | 1 | 0 | 0 | 3  | 0  |
|  | 2.   | Vercellese      | 0  | 1 | 0 | 0 | 1 | 0  | 3  |

Legenda:
      Qualificata alle finali piemontesi.
Note:

Due punti a vittoria, uno a pareggio, zero a sconfitta.

##### Calendario
- 29 gennaio 1911:[1]
  - Pro Vercelli II-US Vercellese 3-0

#### Finali piemontesi

##### Classifica finale
|  | Pos. | Squadra         | Pt | G | V | N | P | GF | GS |
|  | ---- | --------------- | -- | - | - | - | - | -- | -- |
|  | 1.   | Pro Vercelli II | 5  | 4 | 2 | 1 | 1 | 8  | 7  |
|  | 2.   | Casale          | 4  | 4 | 1 | 2 | 1 | 4  | 4  |
|  | 3.   | Juventus II     | 3  | 4 | 1 | 1 | 2 | 4  | 5  |

Legenda:
      Qualificata al girone finale nazionale.
Note:

Due punti a vittoria, uno a pareggio, zero a sconfitta.

##### Calendario
Fonti:
| Andata (1ª) | Andata (1ª)         | Prima giornata         | Ritorno (4ª) | Ritorno (4ª) |
|             |                     |                        |              |              |
| 26 feb.     | 1-2                 | Pro Vercelli II-Casale | 2-2          | 2 apr.       |
| 26 feb.     | Riposa: Juventus II |                        |              | 2 apr.       |

| Andata (2ª) | Andata (2ª)    | Seconda giornata            | Ritorno (5ª) | Ritorno (5ª) |
|             |                |                             |              |              |
| 5 mar.      | 1-2            | Juventus II-Pro Vercelli II | 2-3          | 19 mar.      |
| 5 mar.      | Riposa: Casale |                             |              | 19 mar.      |

| Andata (3ª) | Andata (3ª)             | Terza giornata     | Ritorno (6ª) | Ritorno (6ª) |
|             |                         |                    |              |              |
| 12 mar.     | 0-1                     | Casale-Juventus II | 0-0          | 26 mar.      |
| 12 mar.     | Riposa: Pro Vercelli II |                    |              | 26 mar.      |

### Lombardia

#### Girone milanese

##### Classifica finale
|  | Pos. | Squadra         | Pt | G | V | N | P | GF | GS |
|  | ---- | --------------- | -- | - | - | - | - | -- | -- |
|  | 1.   | Libertas Milano | 7  | 4 | 3 | 1 | 0 | 7  | 1  |
|  | 2.   | Inter II        | 5  | 4 | 2 | 1 | 1 | 7  | 2  |
|  | 3.   | Milan II        | 4  | 4 | 2 | 0 | 2 | 10 | 5  |
|  | 4.   | US Milanese II  | 2  | 4 | 1 | 0 | 3 | 3  | 13 |
|  | 4.   | Lambro          | 2  | 4 | 1 | 0 | 3 | 3  | 9  |

Legenda:
      Qualificata alla finale lombarda.
Note:

Due punti a vittoria, uno a pareggio, zero a sconfitta.

##### Calendario
- 29 gennaio 1911:
  - partite rinviate per neve[1]
- 5 febbraio 1911:[4]
  - Lambro-Inter II 2-1
- 12 febbraio 1911:[5]
  - Inter II-Milan II 1-0
  - USM II-Lambro 2-1
- 19 febbraio 1911: 
  - Libertas-Inter II pareggio
- 26 febbraio 1911:[3]
  - Libertas-Lambro 2-0
  - Milan II-USM II 5-1
- 5 marzo 1911:[6]
  - Milan II-Lambro 4-0
  - Libertas-USM II 2-0
- 12 marzo 1911:[7]
  - Libertas-Milan II 3-1[8]
  - Inter II-USM II 5-0[8]

#### Finale
Finale lombarda
- 19 marzo 1911: Libertas-Luino 6-2[10]

### Liguria

#### Girone genovese

##### Classifica finale
|  | Pos. | Squadra         | Pt | G | V | N | P | GF | GS |
|  | ---- | --------------- | -- | - | - | - | - | -- | -- |
|  | 1.   | Genoa II        | 3  | 2 | 1 | 1 | 0 | 1  | 0  |
|  | 2.   | Andrea Doria II | 1  | 2 | 0 | 1 | 1 | 0  | 1  |

Legenda:
      Qualificata alla finale ligure.
Note:

Due punti a vittoria, uno a pareggio, zero a sconfitta.

##### Calendario
- 19 febbraio 1911:[14]
  - Andrea Doria II-Genoa II 0-1
- 26 febbraio 1911:[3]
  - Genoa II-Andrea Doria II 0-0

#### Finale
Finale ligure
- 19 marzo: Genoa II-Fratellanza Ginnastica Savonese 9-2[10]

### Girone nazionale

#### Classifica finale
|  | Pos. | Squadra         | Pt | G | V | N | P | GF | GS |
|  | ---- | --------------- | -- | - | - | - | - | -- | -- |
|  | 1.   | Pro Vercelli II | 6  | 4 | 3 | 0 | 1 |    |    |
|  | 2.   | Genoa II        | 6  | 4 | 3 | 0 | 1 |    |    |
|  | 3.   | Libertas Milano | 0  | 4 | 0 | 0 | 4 |    |    |

Legenda:
      Campione d'Italia riserve 1910-1911.
Note:

Due punti a vittoria, uno a pareggio, zero a sconfitta.

#### Spareggio
- 28 maggio:[15]
  - Genoa II-Pro Vercelli II 1-4[15]

| Pro Vercelli Campione d'Italia di Seconda Categoria 1911. |

#### Calendario
Fonti:
| Andata (1ª) | Andata (1ª)             | Prima giornata    | Ritorno (4ª) | Ritorno (4ª) |
|             |                         |                   |              |              |
| 2 apr.      | 2-0                     | Genoa II-Libertas | 4-1          | 14 mag.      |
| 2 apr.      | Riposa: Pro Vercelli II |                   |              | 14 mag.      |

| Andata (2ª) | Andata (2ª)      | Seconda giornata         | Ritorno (5ª) | Ritorno (5ª) |
|             |                  |                          |              |              |
| 9 apr.      | 4-0              | Pro Vercelli II-Libertas | -            |              |
| 9 apr.      | Riposa: Genoa II |                          |              |              |

| Andata (3ª) | Andata (3ª)      | Terza giornata           | Ritorno (6ª) | Ritorno (6ª) |
|             |                  |                          |              |              |
| 23 apr.     | 6-2              | Genoa II-Pro Vercelli II | 0-1          | 30 apr.      |
| 23 apr.     | Riposa: Libertas |                          |              | 30 apr.      |

## Seconda sezione (Italia Nordorientale)
Gli esiti della partecipazione delle formazioni venete ai campionati del 1910 non avevano ancora convinto la FIGC ad includerle a pieno titolo nei campionati nazionali del 1911 in attesa di un miglioramento qualitativo del gioco. Le proteste dei club del nordest portarono ad una soluzione ibrida, includendo i tre migliori club in un campionato misto col Bologna i cui giocatori mantenevano un rango di Seconda Categoria ma ai cui vincitori era concesso l'accesso ad una formale finalissima per il titolo nazionale, mentre le formazioni riserve disputarono un campionato regionale equiparato a puro titolo onorifico alla Seconda Categoria.

### Girone veneziano

#### Classifica finale
|  | Pos. | Squadra           | Pt | G | V | N | P | GF | GS |
|  | ---- | ----------------- | -- | - | - | - | - | -- | -- |
|  | 1.   | Venezia II        | 2  | 2 | 1 | 0 | 1 | 1  | 2  |
|  | 2.   | Volontari Venezia | 2  | 2 | 1 | 0 | 1 | 2  | 1  |

Legenda:
      Qualificata alla finale veneta.
Note:

Due punti a vittoria, uno a pareggio, zero a sconfitta.

#### Spareggio per il titolo
|         | Risultato |                   | Luogo e data           |
| ------- | --------- | ----------------- | ---------------------- |
| Venezia | 2 - 0     | Volontari Venezia | Venezia, 19 marzo 1911 |
|         |           |                   |                        |

#### Risultati

##### Calendario
- 5 marzo 1911:[6]
  - Venezia II-FC Volontari, Venezia 1-0
- 12 marzo 1911:[8]
  - FC Volontari, Venezia-Venezia II 2-0

### Finale veneta
- 25 marzo 1911:
  - Venezia II-Vicenza II 4-2[12]
- 2 aprile 1911:[16]
  - Vicenza II-Venezia II 2-1

## Quarta sezione (Italia Meridionale)

### Classifica finale
|  | Pos. | Squadra  | Pt | G | V | N | P | GF | GS |
|  | ---- | -------- | -- | - | - | - | - | -- | -- |
|  | 1.   | Naples   | 3  | 2 | 1 | 1 | 0 | 9  | 2  |
|  | 2.   | FBC Bari | 1  | 2 | 0 | 1 | 1 | 2  | 9  |

Legenda:
      Campione meridionale di Seconda Categoria.
Note:

Due punti a vittoria, uno a pareggio, zero a sconfitta.

### Calendario
- 5 marzo 1911:
  - Bari-Naples 2-2[21][22]
- 12 marzo 1911: 
  - Naples-Bari 7-0[7][23]